# Bataille de Wakde
Seconde Guerre mondiale
Batailles
- Rabaul
- 1re Salamaua-Lae
- Mer de Corail
- Piste Kokoda
- Baie de Milne
- Goodenough
- Buna-Gona-Sanananda
- Lilliput
- Merauke

- Wau
- Mer de Bismarck
- I-Go
- 2e Salamaua-Lae
- Chronicle
- Monts Finisterre
- Bougainville
- Bombardement de Wewak
- Péninsule de Huon
- Nouvelle-Bretagne
- Bombardement de Rabaul

- Neutralisation de Rabaul
- Îles de l'Amirauté
- Emirau
- Take Ichi
- Nouvelle-Guinée occidentale

La bataille de Wakde (à  ne pas confondre avec la bataille de l'atoll de Wake) est une bataille de la guerre du Pacifique durant la Seconde Guerre mondiale lors de la campagne de Nouvelle-Guinée.
Wakde est un archipel constitué de deux îles, l’îlot d'Insoemai et une plus grande île, Insumuar. 
Sur Insumuar se trouvait un aérodrome japonais dont l'état-major américain voulut prendre possession en vue de la poursuite des opérations en Nouvelle-Guinée et notamment de l'imminente bataille de Biak. Insumuar fut en fait bien plus défendue qu'escomptée par les renseignements alliés, parsemée d'un système défensif à base de casemates, bunkers et de tranchées se couvrant mutuellement.

## La bataille
Le 17 mai 1944, un régiment de la 32e division d'infanterie débarqua près d'Arare au large de Wakde.
L’îlot d'Insoemai situé juste au sud d'Insumuar, sans défenseur, fut occupé le même jour.
De l'artillerie et des mortiers furent installés sur ces deux positions pour pilonner l'île de Wakde en vue de l'assaut qui y était prévu le lendemain. 
Le Modèle:Date18 mai 1944, après un bombardement aéronaval et un tir de barrage d'artillerie, quatre compagnies du 163e régiment d'infanterie débarquèrent sur Insumuar, sous le feu de mitrailleuses, mais pas de canons, les installations nippones ayant été gravement endommagées.
En raison du caractère plutôt plat de l'île et à l'époque déboisé, la pleine et entière utilisation de chars pour le combat a pour la première fois été permise dans le Pacifique. Les plages rapidement sécurisées, les troupes américaines avancèrent dans l'intérieur de l'île.
Dès le 19 mai, les travaux pour la réparation des pistes en partie détruites par les bombardements s'entament.
Il faudra cependant attendre, le 20 mai 1944 pour que les troupes américaines viennent à bout de toute résistance organisée.
La bataille se termine par une charge banzaï de 37 japonais, dont un seul sortira vivant. Quelques soldats isolés furent tués les jours suivants. 

## Après la bataille
Le 21 mai, l'aérodrome est opérationnel, agrandi dans les jours suivra il sera utile pour les opérations sur Biak mais également dans les Îles Mariannes durant l'été 1944.
Le 6 juin 1944, 2 bombardiers japonais lâchèrent leurs bombes sur le terrain d'aviation de Wakde et détruisirent ou endommagèrent plus de 76 avions américains qui y étaient stationnés. 